# Ямада, Маса
Маса Ямада (яп. 山田昌 Ямада Маса); 12 мая 1930, Токонамэ, Айти — 16 июня 2024, Шёва) — японская актриса кино, театра и телевидения. Супруга актёра Сидзуо Амано.

## Биография
Маса Ямада родилась в 1930 году. Окончила среднюю школу Токонамэ префектуры Айти, где проживала до 19 лет. В 1949 году она присоединилась к одной из театральных трупп Нагои.
В 1985 году Ямада основала театральную труппу «Гэкидза», членом которой является по сей день. В том же году она также участвовала в создании школы Нагоя-гэкидзюку, дочернего заведения  по подготовке актёров.
Наиболее известна по ролям в сериалах «Галактика ТВ» (яп. 銀河テレビ小説) и «Брачная история Нагои» (яп. 名古屋嫁入り物語), спектакле «Лето наших детей», посвящённом жертвам атомных бомбардировок Хиросимы и Нагасаки, который она играла на протяжении 23-х лет, а также по участию в фильмах Сёхэя Имамуры.
Актриса свободно владела нагойским диалектом.
В ноябре 2023 года она потеряла мужа Сидзуо Амано. Она умерла 16 июня 2024 года от гепатоцеллюлярной карциномы в доме престарелых в районе Сёва, город Нагоя.

## Фильмография
- Чёрный дождь (1989) — Тацу
- Добро пожаловать в хозяйственный магазин Сейшун (телесериал, 1996) — г-жа Маэда
- Доктор Акаги (1998) — Масуё
- Долгая прогулка (2006) — хозяйка квартиры
- Крепость Санады (телесериал, 2016) — Нака (два эпизода)

## Награды
- 1982: Специальный приз премии Nagoya City Art Award
- 1992: Премия Айти в области искусства и культуры
- 1998: Театральная премия имени Эйдзи Мацубары и Тадаси Вакао